# Economia de Laos

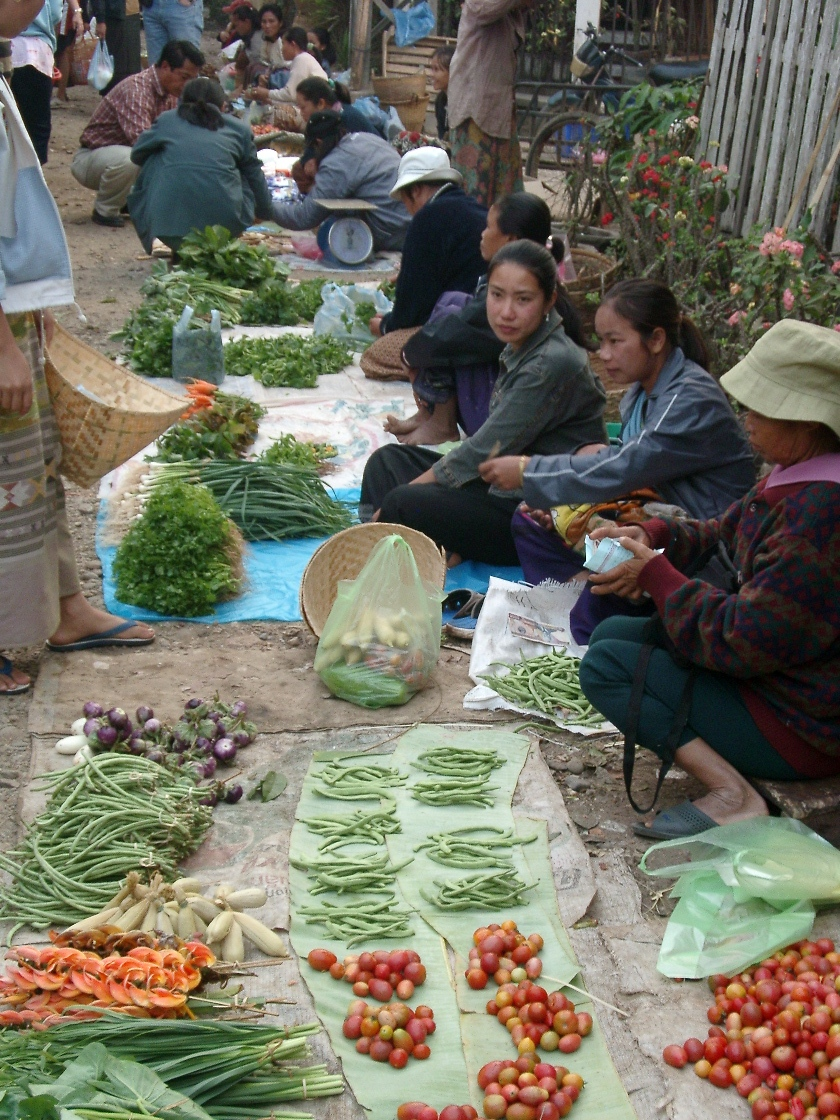
Mercat de carrer de Luang Prabang.

Laos és un dels pocs països socialistes del món actual. El govern va començar a descentralitzar el control i a promoure la iniciativa privada en 1986. Els resultats es van fer sentir: el creixement va aconseguir la mitjana del 6% a l'any en el període 1988-2008, excepte durant el curt període de la crisi asiàtica iniciada en 1997. Entre 2008 i 2012 el creixement va superar els 7% a l'any. No obstant això, el país roman amb una infraestructura poc desenvolupada, particularment a les àrees rurals.
L'agricultura (principalment el cultiu d'arròs per la autosubsitencia), domina l'economia, emprant el 73% de la població i constituint el 23,7% del Producte Nacional Brut (PNB). L'estalvi domèstic és baix, la qual cosa fa que Laos depengui de les ajudes exteriors i dels préstecs en concepte d'ajudes per al desenvolupament econòmic. Per exemple, en 1999 els préstecs exteriors van constituir més del 20% del PNB i més del 75% de la inversió pública. En 1998 es va estimar que el deute extern de Laos ascendia a 1.900 milions de dòlars.
En 1975 després de l'accés al poder del comunisme, es va imposar un dur sistema econòmic que va eliminar el sector privat per passar a ser controlat per empreses estatals, centralitzant les inversions, la producció, el comerç i els preus i creant barreres al comerç intern i extern.
En uns quants anys, el Govern de Laos es va adonar que aquest sistema econòmic impedia, més que estimulava, el creixement i el desenvolupament de l'economia. No obstant això, fins a 1986 no es va introduir una reforma substancial, quan el govern va anunciar el seu “nou mecanisme econòmic” (NME). Tímidament al principi, el principal objectiu del NME era introduir una sèrie de reformes destinades a crear les condicions necessàries per estimular l'activitat del sector privat. Els preus van passar a ser establerts pel mercat, en comptes de ser-ho pel Govern. Es va permetre als grangers posseir granges, així com vendre les collites lliurement. El poder de decisió de les empreses estatals va augmentar i van perdre la majoria dels subsidis.
En 1989, el Govern de Laos va aconseguir un acord amb el Banc Mundial i amb el Fons Monetari Internacional per dur a terme reformes addicionals. El govern va haver de dur a terme una reforma monetària i fiscal, a més d'estimular el sector privat i la inversió estrangera i de privatitzar o tancar les empreses públiques. A més, es va comprometre a reduir les tarifes i eliminar les regulacions innecessàries del comerç. En un intent d'estimular el comerç internacional, el Govern va acceptar ajuda australiana per construir un pont en el riu Mekong per unir Laos amb Tailàndia. El pont de “L'Amistat Tailandesa i Laosiana”, entre la prefectura de Vientiane i la província de Nong Khai, va ser inaugurat a l'abril de 1994. Encara que ha creat nou comerç, el govern laosià ja no permet el lliure comerç a través del mateix.